# Domhnall, 6. Earl of Mar
Domhnall, 6. Earl of Mar (anglisiert auch Donald, * um 1250; † nach dem 25. Juli 1297) war ein schottischer Magnat.

## Herkunft und Erbe
Domhnall war der älteste Sohn von Uilleam, 5. Earl of Mar und von dessen ersten Frau Elizabeth Comyn. Am 29. September 1270 wurde er von König Alexander III. in Scone zum Ritter geschlagen. Sein Vater starb vor 1281. Domhnall trat sein Erbe an und wurde zum Earl of Mar erhoben, womit er einer der führenden schottischen Magnaten wurde. In den 1280er Jahren bezeugte er zahlreiche königliche Urkunden.

## Rolle im schottischen Thronfolgestreit
Zusammen mit anderen schottischen Adligen bestätigte Mar am 25. Juli 1281 den Heiratsvertrag der Königstochter Margarete mit König Erik II. von Norwegen. Nach dem Tod von Alexander, dem einzigen Sohn von Alexander III., gehörte Mar im Februar 1284 zu den Adligen, die in Scone Margarete, die Tochter von Margarete und Erik, als schottische Thronerbin anerkannten, falls der König ohne weitere Nachkommen sterben würde. Allerdings erklärte er sich offenbar in einer zwischen 1287 und 1289 getroffenen Abmachung mit Robert de Brus, Lord of Annandale bereit, dessen Thronanspruch zu unterstützen. Zusammen mit zahlreichen anderen schottischen Baronen und Prälaten wandte sich Mar im März 1290 an den englischen König Eduard I. Sie erklärten sich mit Verhandlungen über eine Heirat des englischen Königssohns Eduard mit der schottischen Thronerbin Margarete einverstanden. Im Juli 1290 unterzeichnete Mar mit den entsprechenden Vertrag von Birgham in Berwickshire. Nach dem plötzlichen Tod von Margarete während der Überfahrt von Norwegen nach Schottland im September 1290 gehörte er dann zu dem kleinen Kreis der Adligen, der bis zur Neuwahl eines Königs die Guardians of Scotland ernannte. Da das schottische Königshaus in direkter Linie ausgestorben war, gab es mehrere Anwärter auf den schottischen Thron. Mar soll Truppen aufgestellt haben, um den Anspruch von Robert de Brus auf den Thron zu unterstützen. Er war am sogenannten Appell der sieben schottischen Earls beteiligt, die sich gegen eine vorschnelle Ernennung von John Balliol zum schottischen König aussprachen. Mit der Familie Brus hatte Mar enge familiäre Bindungen. Seine Tochter Isabel heiratete Mitte der 1290er Jahre Robert, einen Enkel von Brus, und vermutlich heiratete sein Sohn Gartnait eine Enkelin von Brus. Im Great Cause, der Verhandlung über den zukünftigen schottischen König, hatte Mar erhebliche Bedeutung. Am 13. Juni 1291 schwor er mit zahlreichen anderen Adligen dem englischen König in Upsettlington in Berwickshire die Treue, worauf er von Brus zu einem der vierzig Richter ernannt wurde, die dieser im Great Cause benennen durfte. Am 3. Juli 1292 bezeugte er den Protest des englischen Königs in Berwick und seinen Anspruch auf Oberherrschaft über Schottland. Schließlich entschied der englische König, dass die schottische Krone an John Balliol fallen solle.

## Rolle im Krieg mit England
Im Juni 1294 forderte der englische König als Oberherr von Schottland den schottischen König John, Mar und andere schottische Adlige zum Militärdienst im Französisch-Englischen Krieg auf. Sie sollten sich der englischen Armee in London anschließen. Dieser Aufforderung kamen die Schotten nicht nach, stattdessen sandten sie kurze Entschuldigungsschreiben, die der englische König nicht akzeptierte. Als die Schotten sich 1295 auf eine Rebellion gegen die englische Oberherrschaft vorbereiteten, gehörte Mar dem zwölfköpfigen Rat an, der König John beraten sollte, aber wohl faktisch die Macht übernahm. Im Februar 1296 besiegelte er den Vertrag von Paris, mit dem Schottland ein Bündnis mit Frankreich schloss. Daraufhin kam es zum offenen Krieg mit England. Nach dem englischen Sieg in der Schlacht bei Dunbar 1296 unterwarf sich Mar in Montrose dem englischen König und schwor ihm erneut in Berwick Treue. Dennoch befahl ihm der englische König, ihm nach England zu folgen. Im Juni 1297 erhielt er die Erlaubnis für einen Besuch in Schottland, doch der englische König verlangte von ihm das Versprechen, dass er im Krieg mit Frankreich an dem Feldzug nach Flandern teilnahm. Danach wird Domhnall nicht mehr erwähnt, vermutlich war er gestorben.

## Ehe und Nachkommen
Mar hatte nach 1266 die Witwe von Malcolm, 6. Earl of Fife geheiratet. Sie soll eine Tochter des walisischen Fürsten Dafydd ap Llywelyn. gewesen sein. Da der Earl of Fife sie bereits 1230 geheiratet hatte und Mar mit ihr noch mindestens vier Kinder bekam, war es wahrscheinlich eine Frau, die der Earl of Fife nach dem Tod seiner walisischen Frau geheiratet hatte. Die bekannten Kinder von Mar sind:
- Gartnait, 7. Earl of Mar
- Duncan ⚭ Christina of Mar
- Isabel ⚭ Robert Bruce
- Marjory ⚭ John of Strathbogie, 9. Earl of Atholl

Eine Tochter Mary soll Kenneth Sutherland, 4. Earl of Sutherland geheiratet haben. Möglicherweise ist diese Mary identisch mit Marjory und hat Sutherland nach der Hinrichtung von John of Strathbogie 1306 geheiratet. Im Dezember 1297 wurde ein Alexander, Sohn des Earl of Mar auf Befehl von Eduard I. im Tower of London gefangengehalten. Dabei ist unklar, ob Alexander ein Sohn oder ein Enkel von Domhnall war.